# Ekstrasensorisk perception
 For alternative betydninger, se ESP.
Ekstrasensorisk perception (ESP) er, iflg. en parapsykologisk teori, evnen til at opfatte ting uden brug af de alment kendte sanser: synssansen, smagssansen, høresansen, lugtesansen og følesansen.
Eksempler kan være:
- Telepati – tankelæsning
- Clairvoyance – f.eks aurasyn
- Psykometri – evne til at kende til tings historie